# West Suffield Mountain
West Suffield Mountain est une montagne située au sein de la vallée du Connecticut, dans l'État du même nom (États-Unis), et faisant partie de Metacomet Ridge. Le sommet s'élève à environ 220 mètres d'altitude en son point le plus élevé.

## Géographie

### Topographie
West Suffield Mountain s'élève abruptement entre 75 et 170 mètres de hauteur au-dessus de la vallée du Connecticut à l'est. Elle s'étend sur 6 kilomètres de long pour 1,5 kilomètre en son point le plus large, bien que le relief rende la distance au sol plus importante. Son point culminant atteint environ 220 mètres d'altitude. Elle se situe intégralement sur le territoire de Suffield, immédiatement au sud de la limite avec le Massachusetts et du hameau de Rising Corner. Elle se prolonge au nord par Provin Mountain et au sud par Peak Mountain.

### Hydrographie
Les eaux du versant occidental de la montagne s'écoulent dans les Congamond Lakes, émissaires du Great Brook puis de la Westfield, affluent du Connecticut qui se jette dans l'océan Atlantique au Long Island Sound. Le versant méridional appartient au bassin du Salmon Brook qui alimente la rivière Farmington, autre affluent du fleuve. Les eaux du versant oriental se jettent directement dans le fleuve.

### Géologie
West Suffield Mountain, comme la plus grande partie de Metacomet Ridge, est composée de basalte, une roche volcanique. Elle s'est formée à la fin du Trias lors de la séparation de la Laurasia et du Gondwana, puis de l'Amérique du Nord et de l'Eurasie. La lave émise au niveau du rift s'est solidifiée en créant une structure en mille-feuille sur une centaine de mètres d'épaisseur. Les failles et les séismes ont permis le soulèvement de cette structure géologique caractérisée par de longues crêtes et falaises.

### Écosystème
La combinaison des crêtes chaudes et sèches, des ravines froides et humides et des éboulis basaltiques est responsable d'une grande variété de microclimats et d'écosystèmes abritant de nombreuses espèces inhabituelles pour la région. West Suffield Mountain est un important corridor migratoire saisonnier pour les rapaces.

## Activités

### Tourisme
Une partie des 82 kilomètres du Metacomet Trail, maintenu par la Connecticut Forest and Park Association, traverse West Suffield Mountain et est ouverte à la randonnée pédestre, à la raquette à neige, au pique-nique et à diverses autres activités de détente. Malgré son altitude modeste, ses crêtes dégagées offrent un remarquable panorama sur les paysages de campagne alentour.

### Menaces et protections environnementales
Bien que la majorité des parcelles soient privées, des efforts pour la conservation ont récemment été engagés par la ville de Suffield, la Suffield Land Conservancy et d'autres associations à but non lucratif afin de protéger une partie de la montagne. En 2000, West Suffield Mountain a fait l'objet d'une étude du National Park Service en vue d'être intégrée dans un nouveau National Scenic Trail, le New England National Scenic Trail, qui aurait inclus le Metacomet-Monadnock Trail au Massachusetts d'une part, les Mattabesett Trail et Metacomet Trail au Connecticut d'autre part.